# Colonia Dos de Marzo
Colonia Dos de Marzo är en ort i Mexiko.   Den ligger i kommunen Zinacantepec och delstaten Mexiko, i den sydöstra delen av landet, 70 km väster om huvudstaden Mexico City. Colonia Dos de Marzo ligger 2 831 meter över havet och antalet invånare är 477.
Terrängen runt Colonia Dos de Marzo är kuperad söderut, men norrut är den platt. Runt Colonia Dos de Marzo är det mycket tätbefolkat, med 2 028 invånare per kvadratkilometer. Närmaste större samhälle är Toluca, 10,2 km öster om Colonia Dos de Marzo. I omgivningarna runt Colonia Dos de Marzo växer huvudsakligen savannskog.